# アポダンテス科
アポダンテス科（アポダンテスか、学名 : Apodanthaceae）は、草本性の寄生植物であり、約10種存在する。宿主の枝あるいは茎の内部に菌類の菌糸体とよく似た糸状体を伸ばして寄生し、花および果物のみを宿主の外に現す。クロロフィルを生成せず、光合成は一切行わない。Pilostyles と Apodanthes の2属が知られている。しばしば Berlinianche 属もアポダンテス科に含められるが、これは有効な記載を経たものではない。
ラフレシア科のアポダンテス連とされていたが、ミトコンドリアと核DNA配列の調査により、アポダンテス科として分離、ウリ目に配置された。この分子系統による分類は花の形態に基づく分類と良く一致する。